# Harrie Gommans
Harrie Gommans est un footballeur néerlandais, né le 20 février 1983 à Ruremonde. Il évolue comme attaquant.

## Palmarès
Vierge